# LZ 52
Der Zeppelin LZ 52 war das 52. Luftschiff des Grafen Zeppelin und das 18. Luftschiff der kaiserlich-deutschen Marine (taktische Nummer L 18). Er gehörte zur Baureihe „P“ der deutschen Zeppelin-Militärluftschiffe. L 18 hatte die kürzeste Lebensdauer aller Marine-Zeppeline.

## Geschichte
Das Luftschiff wurde, wie fünf andere Zeppeline der P-Reihe, auf der Werft in Löwental gebaut. Es unternahm seine erste Fahrt am 3. November 1915 und wurde drei Tage später in Dienst gestellt. Die Führung übernahm der Kapitänleutnant der Reserve Max Dietrich. In seiner kurzen Einsatzgeschichte unternahm L 18 lediglich vier Fahrten. Dazu zählt die Überführungsfahrt von Löwental am Bodensee nach Tondern – eine Strecke von über 1.000 Kilometer. Aufgrund ungünstiger Wetterbedingungen musste am 4. November 1915 ein Zwischenstopp in einer Heeresluftschiffhalle in Hannover eingelegt werden. Erst am 16. November 1915 erfolgte die Weiterfahrt nach Tondern.

## Verbleib
Beim Nachfüllen des Traggases in der Halle Toska des Luftschiffhafens Tondern kam es durch eine undichte Rohrleitung am 17. November 1915 zu einer Selbstentzündung. Infolge der Entzündung fing auch L 18 Feuer und wurde zerstört.  Ein Mitglied der Besatzung und sechs Arbeiter kamen bei dem Unfall ums Leben. Sieben Personen wurden verletzt. L 18 war der erste von fünf Zeppelinen, die in der Doppelhalle Toska durch Feuer zerstört wurden.

## Technische Daten
- Traggasvolumen: 31.900 m³ Wasserstoff
- Länge: 163,50 m
- Durchmesser: 18,70 m
- Nutzlast: 15,4 t
- Antrieb: vier sechszylindrige Maybach-HSLu-Motoren von je 240 PS (177 kW)[7]
- Geschwindigkeit: 26,7 m/s
- Aktionsradius: 2.150 km
- Maximale Steighöhe: 3.900 m
- Bewaffnung: min. 3 × 8-mm-Maxim-Maschinengewehre[5]
- Besatzung: 19 Mann[2]